# Chloropseustes guyanensis
Chloropseustes guyanensis is een rechtvleugelig insect uit de familie veldsprinkhanen (Acrididae). De wetenschappelijke naam van deze soort is voor het eerst geldig gepubliceerd in 1970 door Descamps & Amédégnato.